# Neve Jam
Neve Jam (hebrejsky נְוֵה יָם, doslova „Mořská oáza“, v oficiálním přepisu do angličtiny Newe Yam, přepisováno též Neve Yam) je vesnice typu kibuc v Izraeli, v Haifském distriktu, v Oblastní radě Chof ha-Karmel.

## Geografie
Leží v nadmořské výšce 12 metrů v hustě osídlené a zemědělsky intenzivně využívané pobřežní nížině, nedaleko úpatí pohoří Karmel, ze kterého podél jižní strany obce směrem k moři přitéká vádí Nachal Me'arot.
Obec se nachází na břehu Středozemního moře, cca 68 kilometrů severoseverovýchodně od centra Tel Avivu, cca 15 kilometrů jihojihozápadně od centra Haify a 26 kilometrů severně od města Chadera. Neve Jam obývají Židé, přičemž osídlení v tomto regionu je zcela židovské.
Neve Jam je na dopravní síť napojen pomocí dálnice číslo 2. Východně od vesnice rovněž prochází železniční trať z Tel Avivu do Haify, ale není zde zastávka. Ta je v nedalekém Atlitu, se kterým Neve Jam vytváří jeden urbanistický celek.

## Dějiny
Neve Jam byl založen v roce 1939. Jeho zakladateli byli židovští ilegální přistěhovalci z Polska napojení na sionistickou organizaci Gordonia. Roku 1938 se provizorně usadili v dnešním městě Naharija, severně od Haify. Do současné lokality se přestěhovali roku 1939. Jejich skupina a i nová vesnice byla zpočátku nazývána Ma'apilim-Gordonia.
Osadníci zřídili svou vesnici na jižním okraji Atlitu na půdě, kterou jim poskytlo Palestinské židovské kolonizační sdružení. Zpočátku se kibuc zaměřoval na rybářství, ale jejich znalosti a vybavení nebyly pro rybolov vhodné. Pomohla až instruktáž od místních arabských rybářů. Roku 1940 obyvatele posílily další dvě osadnické skupiny (60 členů organizace Gordonia ale uvízlo v Polsku a zahynuli při holokaustu). Roku 1942 získala vesnice další pozemky. Původně přitom Palestinské židovské kolonizační sdružení uvažovalo o zrušení pronájmu všech pozemků, což by znamenalo zrušení kibucu. Osadníci kvůli tomu s majitelem pozemků vedli ostrý spor. Součástí sporů o pronájem pozemků se stala i zdejší rybí konzervárna.
Koncem 40. let měl kibuc označovaný v tehdejší databázi stále ještě jako Ma'apilim rozlohu katastrálního území 303 dunamů (0,303 kilometru čtverečního).
Během války za nezávislost v roce 1948 se členové kibucu účastnili bojů v okolní krajině. Roku 1953, v době rozkolu v politické organizaci izraelských kibuců, do Neve Jam přišla část obyvatel kibucu Jagur. Od roku 1954 disponuje obec rybími sádkami. Během ekonomické krize v 80. letech 20. století byl kibuc postižen hospodářskými problémy. Roku 2000 umazal část svých dluhů prodejem některých pozemků. V té době zároveň prošel privatizací, po které jsou členové kibucu odměňováni individuálně. Místní ekonomika je založena na zemědělství a turistickém ruchu (plážový areál).

## Demografie
Podle údajů z roku 2014 tvořili naprostou většinu obyvatel v Neve Jam Židé (včetně statistické kategorie "ostatní", která zahrnuje nearabské obyvatele židovského původu ale bez formální příslušnosti k židovskému náboženství).
Jde o menší sídlo vesnického typu s dlouhodobě stagnující populací. K 31. prosinci 2014 zde žilo 238 lidí. Během roku 2014 populace klesla o 1,2 %.
| Rok            | 1948 | 1961 | 1972 | 1983 | 1995 | 2001 | 2003 | 2004 | 2005 | 2006 | 2007 | 2008 | 2009 | 2010 | 2011 | 2012 | 2013 | 2014 |
| -------------- | ---- | ---- | ---- | ---- | ---- | ---- | ---- | ---- | ---- | ---- | ---- | ---- | ---- | ---- | ---- | ---- | ---- | ---- |
| Počet obyvatel | 170  | 211  | 127  | 179  | 156  | 178  | 202  | 201  | 206  | 206  | 204  | 214  | 171  | 188  | 225  | 249  | 241  | 238  |